# クライン-ゴルドン方程式
クライン–ゴルドン方程式 (クライン–ゴルドンほうていしき、英: Klein–Gordon equation) は、スピン0の相対論的な自由粒子を表す場（クライン–ゴルドン場）が満たす方程式である。スウェーデン人物理学者オスカル・クラインとドイツ人物理学者ヴァルター・ゴルドンにちなんで名づけられた。

## 概要
質量m の自由粒子を表すクライン–ゴルドン場を{\displaystyle \phi ({\boldsymbol {x}},t)}とすると、クライン–ゴルドン方程式は
{\displaystyle \left[{\frac {1}{c^{2}}}{\frac {\partial ^{2}}{\partial t^{2}}}-\nabla ^{2}+{\biggl (}{\frac {mc}{\hbar }}{\biggr )}^{2}\right]\phi ({\boldsymbol {x}},t)=0}
と表される。ただし、∇2はラプラス作用素、c は光速度、{\displaystyle \hbar }はプランク定数を2πで割った定数(ディラック定数)である。クライン–ゴルドン方程式は、ローレンツ変換に対して形を変えない、相対論的に不変な方程式である。
ここで、ダランベールの演算子
{\displaystyle \square \equiv {\frac {1}{c^{2}}}{\frac {\partial ^{2}}{\partial t^{2}}}-\nabla ^{2}}
と新たな量
{\displaystyle \mu \equiv {\frac {mc}{\hbar }}}
を導入すれば、クライン–ゴルドン方程式は
{\displaystyle (\square +\mu ^{2})\phi ({\boldsymbol {x}},t)=0}
と簡明に表すことができる。
なお、クライン–ゴルドン方程式の記述においては、{\displaystyle c=1,\hbar =1}とする自然単位系が採用されることも多い。

## 歴史
量子論の形成において、相対論的波動方程式は波動力学の基礎を築いたエルヴィン・シュレーディンガーによって、最初に考察された。シュレーディンガーは、波動力学の基礎方程式を導出する過程の中で、相対論的な方程式を考えたが、これは水素原子のスペクトル構造を正しく与えることができず、1926年に非相対論的なシュレーディンガー方程式を導くに至った。また、ルイ・ド・ブロイはド・ブロイ波の理論の中で、粒子性と波動性を持つ物質場を相対論的に論じた。
シュレーディンガー方程式による量子力学の定式化が成功を収めて間もなく、非相対論的なシュレーディンガー方程式の相対論的な方程式への拡張として、クライン–ゴルドン方程式がオスカル・クライン、ヴァルター・ゴルドンによって提案された。また、同時期にウラジミール・フォック、J. Kudar、テオフィル・ド・ドンデらも同様な提案を行った。
しかしながら、当初、クライン–ゴルドン方程式が記述する{\displaystyle \phi ({\boldsymbol {x}},t)}は波動関数として解釈されたため、いくつかの問題を抱えていた。{\displaystyle \phi ({\boldsymbol {x}},t)}を波動関数と見なした場合、クライン–ゴルドン方程式は時間について二階の微分方程式であり、確率密度が負の値を取りうるため、量子力学における確率解釈が困難であった。また、正のエネルギーの解に加えて、負のエネルギーの解が現れるため、粒子が安定な状態をとれない問題を抱えていた。こうした問題から、クライン–ゴルドン方程式は一旦、理論から放棄されることとなった。
1928年にポール・ディラックは、この確率解釈の困難を解消すべく、クライン–ゴルドン方程式に代わる基礎方程式として、時間について一階の微分方程式であるディラック方程式を導いた。ディラック方程式にも負のエネルギーが現れるものの、これは波動関数ではなく、正負の電荷をもつスピン1/2のフェルミ粒子の場（ディラック場）を記述する方程式と理解され、相対論的量子力学の基礎方程式と位置付けられるようになった。
ディラック方程式のみならず、クライン–ゴルドン方程式が、相対論的な場が満たす正しい方程式であることは、1934年にウォルフガング・パウリとヴィクター・ワイスコップによって示された。パウリとワイスコップは、正準量子化したスピン0のボース粒子の場の満たす方程式がクライン–ゴルドン方程式であることを明らかにした。後に、クライン–ゴルドン方程式を満たすスカラー場の理論は、パイ中間子の理論の発展に寄与することとなった。

## 導出
相対論的な粒子のエネルギーを{\displaystyle \epsilon }、運動量をp とすると、
{\displaystyle \epsilon ^{2}=\,m^{2}c^{4}+c^{2}p^{2}}
が成り立つ。ただし、m は粒子の静止質量、c は光速度である。ここで、非相対論的量子力学とのアナロジーによって、
{\displaystyle {\vec {p}}=-i\hbar \nabla }および{\displaystyle \epsilon =i\hbar {\partial  \over {\partial t}}}という置き換えをすると、
{\displaystyle \left(i\hbar {\partial  \over {\partial t}}\right)^{2}=m^{2}c^{4}+c^{2}(-i\hbar \nabla )^{2}}
となる。この式を、クライン-ゴルドン場{\displaystyle \phi ({\boldsymbol {x}},t)}に作用する演算子に対する等式とみなすと、
{\displaystyle -\hbar ^{2}{\partial ^{2} \over {\partial t^{2}}}\phi ({\boldsymbol {x}},t)=-\hbar ^{2}c^{2}\nabla ^{2}\phi ({\boldsymbol {x}},t)+m^{2}c^{4}\phi (\mathbf {x} ,t)}
を得る。上式の両辺を{\displaystyle \hbar ^{2}c^{2}}で割り、整理すると、クライン–ゴルドン方程式が得られる。

## 変分原理による導出
物理における他の基礎方程式と同様に、クライン–ゴルドン方程式も作用積分に対する変分から導くことができる（変分原理）。
クライン–ゴルドン方程式において、作用積分
{\displaystyle I=\int d^{4}x\,{\mathcal {L}}(x)\quad (x=(t,\mathbf {x} )\,)}
のラグランジアン密度は、
{\displaystyle {\mathcal {L}}(x)={\frac {\hbar ^{2}}{2}}(\partial _{\mu }\phi )(\partial ^{\mu }\phi )-{\frac {1}{2}}m^{2}c^{2}\phi ^{2}}
{\displaystyle ={\frac {\hbar ^{2}}{2}}\left\{{\frac {1}{c^{2}}}{\biggl (}{\frac {\partial \phi }{\partial t}}{\biggr )}^{2}-{\biggl (}{\frac {\partial \phi }{\partial x}}{\biggr )}^{2}-{\biggl (}{\frac {\partial \phi }{\partial y}}{\biggr )}^{2}-{\biggl (}{\frac {\partial \phi }{\partial z}}{\biggr )}^{2}\right\}-{\frac {1}{2}}m^{2}c^{2}\phi ^{2}}
で与えられる。ただし、添え字μについてはアインシュタインの記法に従った和を取るものとする。このとき、場の量に対するオイラー＝ラグランジュ方程式
{\displaystyle {\frac {\partial {\mathcal {L}}}{\partial \phi }}-\partial _{\mu }{\biggl (}{\frac {\partial {\mathcal {L}}}{\partial (\partial _{\mu }\phi )}}{\biggr )}=0}
より、上述のクライン–ゴルドン方程式が導かれる。